# Kanton Triel-sur-Seine
Kanton Triel-sur-Seine (fr. Canton de Triel-sur-Seine) je francouzský kanton v departementu Yvelines v regionu Île-de-France. Skládá se ze tří obcí.

## Obce kantonu
- Triel-sur-Seine
- Verneuil-sur-Seine
- Vernouillet